# 北京大学医学部

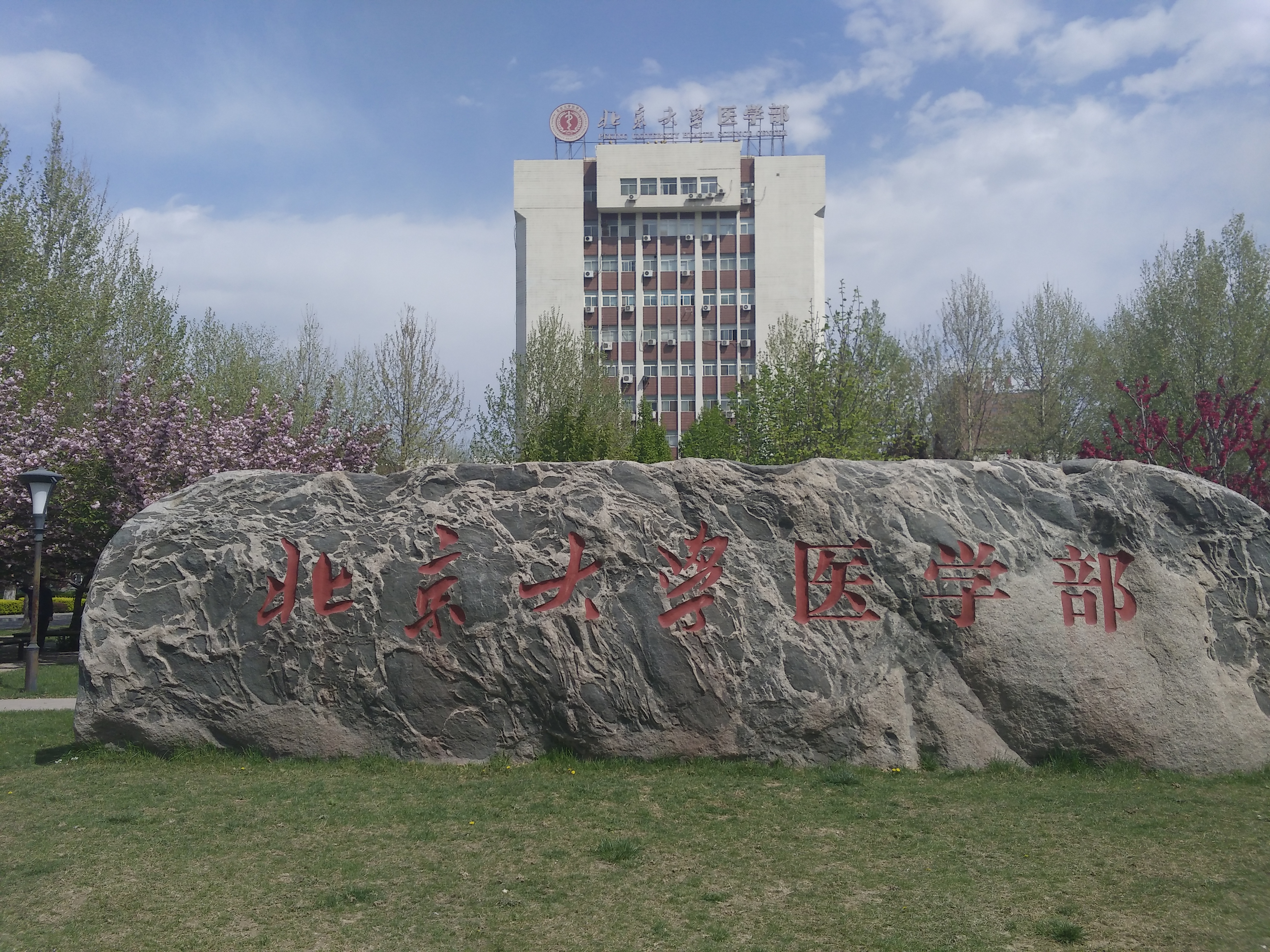
北京大学医学部

北京大学医学部（ペキンだいがくいがくぶ、英語: Peking University Health Science Center）は、中華人民共和国の医学教育機関で、北京大学に属している学部組織である。学校のルーツは北京医科大学で、2000年に北京大学に吸収合併され、北京大学医学部となった。1912年に創立、中国最も古い医学院の１つである。